# Valentina Fernández
Valentina Fernández est une joueuse internationale argentine de rink hockey née le 9 décembre 1995.

## Palmarès
En 2016, elle participe au championnat du monde.

## Référence
1. ↑  (es) LISTA DEFINITIVA PARA EL MUNDIAL